# Louis Phélypeaux de Saint-Florentin

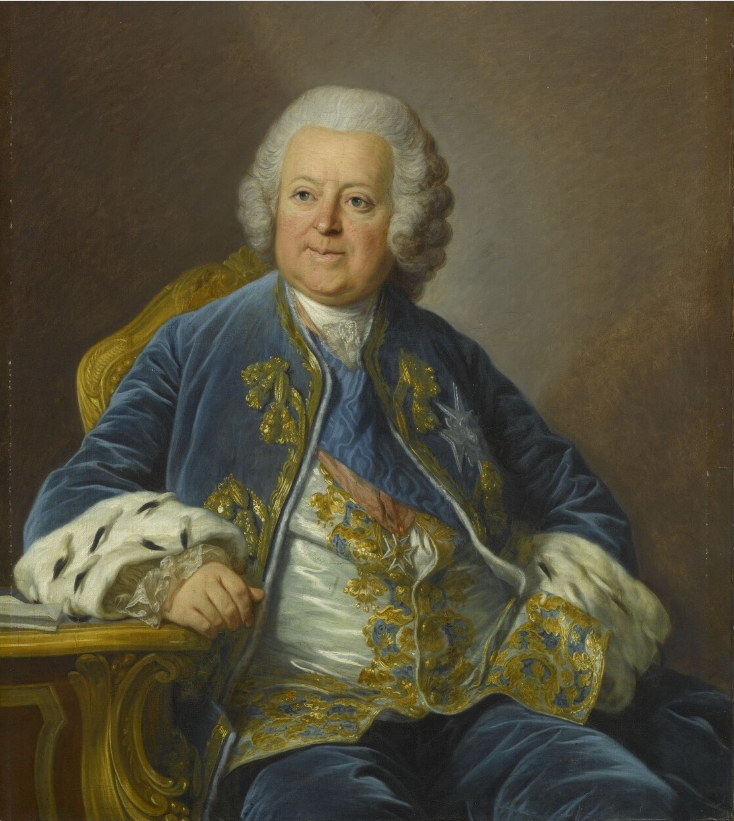
Louis-Michel van Loo, Porträt von Louis Phélyüeaux de Saint-Florentin, 1769, Schloss Versailles

Louis (III.) Phélypeaux (* 18. August 1705 in Paris; † 27. Februar 1777 im Hôtel Saint-Florentin ebenda), Marquis (1725), dann Duc (1770) de La Vrillière, Marquis de Châteauneuf, Comte de Saint-Florentin, Baron d’Hervy, war ein französischer Staatsmann.

## Leben
Louis Phélypeaux ist der einzige Sohn von Louis II. Phélypeaux (1672–1725), Marquis de La Vrillière, und Françoise de Mailly (1688–1742). Er heiratete am 10. Mai 1724 Amalie Ernestine von Platen-Hallermund (* 1701; † 10. Mai 1767), die Tochter von Ernst-August, Reichsgraf von Platen, und Sophia Caroline Eva Antoinette von Offen (Platen (pommersches Adelsgeschlecht)); die Ehe blieb ohne Nachkommen.
Er war noch minderjährig, als er Secrétaire d’Etat et des Commandements et Finances de sa Majesté en survivance wurde; nach der Demission seines Vaters trat er am 17. Februar 1723 dessen Nachfolge an, die Eidesleistung erfolgte am Tag darauf. Mit dem Tod seines Vaters am 7. September 1725 wurde er auch dessen Nachfolger als Secrétaire d’État aux ceux de la religion prétendue réformée (Staatssekretär für die angeblich reformierte Religion).
1735 trat er der Freimaurerei bei. Am 3. Juni 1736 wurde er zum Greffier-Commandeur & secrétaire des Ordres du Roi, also Schriftführer des Ordens vom Heiligen Geist, ernannt, am 27. Juni 1756 zum Kanzler und Siegelbewahrer des Ordens.
1740 wurde er Ehrenmitglied der Académie des sciences. Ab 17. Februar 1743 war er Kanzler der Königin Maria Leszczyńska, und von 20. April 1749 bis 20. Juli 1775 Secrétaire d’État à la Maison du Roi. Drei Wochen nach seinem Amtsantritt starb König Ludwig XV. – und er war es dann, der Madame Dubarry, die Mätresse des Königs ins Exil in die Abtei Pont-aux-Dames brachte, wo sie mehr als ein Jahr blieb, bevor sie im Oktober 1775 in ihr Haus in Saint-Vrain (Essonne) umziehen durfte.
Am 15. August 1751 wurde er zum Ministre d’État ernannt, im Februar 1757 in die Académie des inscriptions et belles-lettres gewählt.
Aus seiner Affäre mit Marie-Madeleine de Cusacque (1725–1778), Comtesse de Langeac, der Ehefrau von Étienne Joseph de Lespinasse, Oberst der Grenadiere. wurde im Jahr 1756  eine Tochter geboren, die jedoch vom rechtmäßigen Ehemann ihrer Mutter anerkannt wurde. Diese Tochter, Aglaé de Lespinasse de Langeac, heiratete 1774 Scipion de La Garde, Marquis de Chambonas, und starb 1788 im Alter von 32 Jahren.
Im September 1765 erlitt Louis Phélypeaux einen Jagdunfall, nach dem er seine linke Hand amputieren lassen musste.
Zwischen 1767 und 1769 ließ er von dem Architekten Jean-François Chalgrin das Hôtel Saint-Florentin bauen (Rue Saint-Florentin 2, 1. Arrondissement in Paris).
Louis Phélypeaux wurde 1770 zum Duc de La Vrillière ernannt. Nachdem der Herzog von Choiseul am 24. Dezember 1770 entlassen worden, war er schließlich für ein gutes halbes Jahr, bis zum 6. Juni 1771 Staatssekretär für auswärtige Angelegenheiten, bis der Ehemann seiner Nichte Louise Félicité de Bréhan, Emmanuel-Armand de Vignerot du Plessis de Richelieu, Herzog von Aiguillon, ihn ablöste.
Als er am 20. Juli 1775 als Secrétaire d’État à la Maison du Roi durch Malesherbes ersetzt wurde, war er der Minister mit der längsten Amtszeit.
Louis Phélypeaus de Florentin starb am 27. Februar 1777 in seinem Hôtel Saint-Florentin in Paris. Da er keinen legitimen männlichen Nachkommen hatte, erlosch mit seinem Tod das Herzogtum La Vrilliére.
Ein Teil seiner Korrespondenz wird heute in den Archives nationales unter der Signatur 463AP7 aufbewahrt.